# Страффорд (округ, Нью-Гемпшир)
Шаблон:StateAbbr_ 43°15′30″ пн. ш. 70°58′34″ зх. д. / 43.258289° пн. ш. 70.976105° зх. д.
Округ  Страффорд (англ. Strafford County) — округ (графство) у штаті  Нью-Гемпшир, США. Ідентифікатор округу 33017.

## Історія
Округ утворений 1769 року.

## Демографія
За даними перепису 
2000 року 
загальне населення округу становило 112233 осіб, зокрема міського населення було 73081, а сільського — 39152.
Серед мешканців округу чоловіків було 54475, а жінок — 57758. В окрузі було 42581 домогосподарство, 27759 родин, які мешкали в 45539 будинках.
Середній розмір родини становив 2,98.
Віковий розподіл населення поданий у таблиці:
| Стать    | До 15 років | 15-21 | 22-29 | 30-39 | 40-49 | 50-65 | 65-85 | Понад 85 |
| -------- | ----------- | ----- | ----- | ----- | ----- | ----- | ----- | -------- |
| Чоловіки | 11293       | 6857  | 6095  | 8677  | 8695  | 7636  | 4814  | 408      |
| Жінки    | 10727       | 8137  | 6022  | 8891  | 8741  | 7869  | 6310  | 1061     |

## Суміжні округи
- Керролл — північ
- Йорк, Мен — схід
- Рокінґгем — південь
- Меррімак — захід
- Белкнеп — північний захід

## Виноски
1. ↑  U.S. Decennial Census. United States Census Bureau. Архів оригіналу за 12 травня 2015. Процитовано 27 грудня 2014.
2. ↑  Historical Census Browser. University of Virginia Library. Архів оригіналу за 11 серпня 2012. Процитовано 27 грудня 2014.
3. ↑  Population of Counties by Decennial Census: 1900 to 1990. United States Census Bureau. Архів оригіналу за 9 листопада 2014. Процитовано 27 грудня 2014.
4. ↑  Census 2000 PHC-T-4. Ranking Tables for Counties: 1990 and 2000 (PDF). United States Census Bureau. Архів оригіналу (PDF) за 18 грудня 2014. Процитовано 27 грудня 2014.
5. ↑  State & County QuickFacts. United States Census Bureau. Архів оригіналу за 20 липня 2011. Процитовано 24 вересня 2013. [Архівовано 2011-06-06 у Wayback Machine.](англ.) Наведено за англійською вікіпедією.
6. ↑  American FactFinder. Бюро перепису населення США. Архів оригіналу за 26 лютого 2012. Процитовано 31 січня 2008. [Архівовано 2008-05-21 у Wayback Machine.]

| США | Це незавершена стаття з географії США. Ви можете допомогти проєкту, виправивши або дописавши її. |